# روبرتو غونزاليس بلتران
روبرتو غونزاليس بلتران (بالإسبانية: Roberto González)‏؛ مواليد 19 مايو 1976 في تشيلي، هو لاعب كرة قدم تشيلي يلعب لنادي أوهيجينس كحارس مرمى. بدأ روبرتو غونزاليس بلتران مسيرته الرياضية عام 1998 مع نادي أوهيجينس.

## روابط خارجية
- روبرتو غونزاليس بلتران على موقع قاعدة بيانات كرة القدم.إي يو (الإنجليزية)
- روبرتو غونزاليس بلتران على موقع Soccerway.com (الإنجليزية)
- روبرتو غونزاليس بلتران على موقع عالم كرة القدم.نت (الإنجليزية)